# Scalped
Scalped est une série de comics policier créée par Jason Aaron (scénario) et R. M. Guéra (dessin) publiée par DC Comics sous le label Vertigo entre 2007 et 2012. En France, elle a été d'abord traduite par Panini Comics à partir de 2010, puis par Urban Comics, label de Dargaud après que cet éditeur a récupéré les droits de publication en français des séries Vertigo. Urban a conclu la série avec la publication du dixième tome en février 2014.
La série, qui se déroule à l'époque contemporaine, est centrée sur la vie d'Indiens oglalas dans une réserve indienne du Dakota du Sud ravagée par le crime organisé, la drogue et l'alcoolisme. Elle s'inspire de l'histoire de l'American Indian Movement et en particulier des événements qui ont conduit à la condamnation à perpétuité de Leonard Peltier.

## Présentation générale

### Synopsis
Des années après l'avoir quittée, Dashiell Bad Horse est de retour dans la réserve de Prairie Rose où il a grandi. Il s'était pourtant juré de ne jamais y remettre les pieds et de ne plus revoir sa mère, à qui il reproche d'avoir été accaparée par ses activités de militante de la libération amérindienne au lieu de s'occuper de lui pendant son enfance. En réalité, s'il retourne sur ces lieux qu'il déteste, c'est en tant qu'agent du FBI. Sa mission est d'infiltrer l'organisation de Lincoln Red Crow, autre ancien militant devenu un potentat local qui tire les ficelles de toutes les activités criminelles de la réserve. Le supérieur de Bad Horse espère en particulier qu'il pourra découvrir des éléments sur le meurtre de deux agents du FBI survenu dans les années 1970 dans la réserve, sur lequel il est persuadé que toute la lumière n'a pas été faite.

## Publication

### Version originale
Comme la plupart des séries Vertigo, Scalped est d'abord publié en singles (fascicules) collectés ensuite en trade paperback ou tpb (recueils). La liste des tpb parus est la suivante :
1. Indian Country, août 2007 (reprend les singles Scalped #1–5)
2. Casino Boogie (Scalped #6–11)
3. Dead Mothers, octobre 2008 (Scalped #12–18)
4. The Gravel in Your Gut, avril 2009 (Scalped #19–24)
5. High Lonesome, octobre 2009 (Scalped #25–29)
6. The Gnawing, mai 2010 (Scalped #30–34)
7. Rez Blues, mars 2011 (Scalped #35–42)
8. You Gotta Sin to Be Saved, novembre 2011 (Scalped #43–49)
9. Knuckle Up, juillet 2012 (Scalped #50–55)
10. Trail's End, novembre 2012 (Scalped #56–60)

### Version française
La version française publiée par Panini Comics puis Urban Comics reprend exactement le découpage de la version originale. Les albums initialement parus chez Panini ont été réédités par Urban avec le même contenu. La liste des volumes parus est la suivante (seule l'édition originale est indiquée) :
1. Pays indien, Panini Comics, février 2010
2. Casino boogie, Panini Comics, septembre 2010
3. Mères mortes, Panini Comics, juin 2011
4. La Rage aux tripes, Panini Comics, septembre 2011
5. La Vallée de la solitude, Urban Comics, juin 2012
6. Rongé jusqu'à l'os, Urban Comics, octobre 2012
7. Rez Blues, Urban Comics, février 2013
8. Le Prix du salut, Urban Comics, juin 2013
9. À couteaux tirés, Urban Comics, octobre 2013
10. Au bout de la piste, Urban Comics, février 2014

## Adaptation
La chaîne de télévision américaine a annoncé WGN America le tournage d'un pilote basée sur la série.